# Montmerrei
Montmerrei är en kommun i departementet Orne i regionen Normandie i nordvästra Frankrike. Kommunen ligger i kantonen Mortrée som tillhör arrondissementet Argentan. År 2022 hade Montmerrei 555 invånare.

## Befolkningsutveckling
Antalet invånare i kommunen Montmerrei
| Referens: INSEE |